# Cantatrice

Particolare della stele di Kelutj detta Neskhonsu, suonatrice di sistro di Amon-Ra (rappresentata dalla figura di destra). Tra il 332 e il 30 a.C., Egitto tolemaico. Museo egizio, Torino.

Talatat con sovrana che agita un sistro e parte del re Akhenaten. Tra il 1353 e il 1336 a.C. (Nuovo Regno). Museo egizio, Torino.

Cantatrice (traslitterazione: šmꜤy.t), musicante, intrattenitrice, suonatrice di sistro o flautista è il titolo di un'occupazione religiosa nell'Antico Egitto. Con l'avvento del Nuovo Regno, fu sostituito dal titolo di sacerdotessa (ḥmt-nṯr) come equivalente femminile del titolo di sacerdote. Come per i sacerdoti, ogni divinità aveva le proprie cantatrici. Le cantatrici svolgevano un ruolo importante nelle cerimonie religiose che richiedevano musica e danza; sono frequentemente rappresentate mentre agitano il sistro. Il più importante e privilegiato ruolo sacerdotale femminile era quello della Divina Sposa di Amon (o Divina adoratrice di Amon), ruolo occupato da una sola persona per volta. Esistevano allo stesso modo cantatori e intrattenitori maschi, sebbene meno diffusi.
| M26 | a | i | i | t | B1 |

| M26 | a | i | i | t | B1 |

Le cantatrici venivano spesso chiamate l'harem della divinità corrispondente, anche se in senso simbolico poiché raramente vivevano nel celibato. Ciononostante svolgevano un ruolo di intrattenimento molto simile alla divinità del loro sacerdozio come l'harem reale svolgeva per il faraone, che era essenzialmente considerato lui stesso un dio vivente. La differenza fondamentale tra le cantatrici e le donne dell'harem reale era che le cantatrici che prestavano servizio per una divinità avrebbero potuto essere sposate con chiunque, mentre le intrattenitrici nell'harem reale servivano principalmente come consorti del re.

## Storia

Sarcofago interno di Menrekhmut, cantatrice di Amon, tra il 722 e il 664 a.C. (Periodo tardo dell'Egitto). Museo Egizio, Torino.

Durante il Nuovo Regno i sacerdoti divennero prevalentemente maschi perché l'occupazione, divenuta a tempo pieno, fu incorporata nella burocrazia governativa, che era controllata dagli uomini. A questo punto, il ruolo delle donne nel sacerdozio si concentrava principalmente sulla musica e sulla danza, che veniva svolto dalle cantatrici. A differenza delle precedenti sacerdotesse, prestavano servizio nei templi di divinità sia maschili sia femminili e potevano esercitare in più di un tempio alla volta.